# ALMS-Saison 2007
Die American Le Mans Series 2007 begann mit dem 12-Stunden-Rennen von Sebring am 17. März 2007 und endete am 20. Oktober 2007 in Laguna Seca.

## Ergebnisse

### Rennkalender
Gesamtsieger sind fett hervorgehoben.
| Nr. | Datum        | Rennname / Rennstrecke                                           | Klasse | Team                      | Sieger                                           | Fahrzeug                |
| --- | ------------ | ---------------------------------------------------------------- | ------ | ------------------------- | ------------------------------------------------ | ----------------------- |
| 1.  | 17. März     | 12-Stunden-Rennen von Sebring Sebring International Raceway      | LMP1   | Audi Sport North America  | Frank Biela Emanuele Pirro Marco Werner          | Audi R10 TDI            |
| 1.  | 17. März     | 12-Stunden-Rennen von Sebring Sebring International Raceway      | LMP2   | Andretti Green Racing     | Dario Franchitti Tony Kanaan Bryan Herta         | Acura ARX-01a           |
| 1.  | 17. März     | 12-Stunden-Rennen von Sebring Sebring International Raceway      | GT1    | Corvette Racing           | Olivier Beretta Oliver Gavin Massimiliano Papis  | Chevrolet Corvette C6.R |
| 1.  | 17. März     | 12-Stunden-Rennen von Sebring Sebring International Raceway      | GT2    | Risi Competizione         | Jaime Melo Mika Salo Johnny Mowlem               | Ferrari F430GT          |
|     |              |                                                                  |        |                           |                                                  |                         |
| 2   | 31. März     | 2:45-Stunden-Rennen von St. Petersburg Streets of St. Petersburg | LMP1   | Audi Sport North America  | Allan McNish Rinaldo Capello                     | Audi R10 TDI            |
| 2   | 31. März     | 2:45-Stunden-Rennen von St. Petersburg Streets of St. Petersburg | LMP2   | Penske Racing             | Ryan Briscoe Sascha Maassen                      | Porsche RS Spyder       |
| 2   | 31. März     | 2:45-Stunden-Rennen von St. Petersburg Streets of St. Petersburg | GT1    | Corvette Racing           | Olivier Beretta Oliver Gavin                     | Chevrolet Corvette C6.R |
| 2   | 31. März     | 2:45-Stunden-Rennen von St. Petersburg Streets of St. Petersburg | GT2    | Risi Competizione         | Jaime Melo Mika Salo                             | Ferrari F430GT          |
|     |              |                                                                  |        |                           |                                                  |                         |
| 3   | 14. April    | 100-Minuten-Rennen von Long Beach Long Beach Grand Prix Circuit  | LMP1   | Audi Sport North America  | Allan McNish Rinaldo Capello                     | Audi R10 TDI            |
| 3   | 14. April    | 100-Minuten-Rennen von Long Beach Long Beach Grand Prix Circuit  | LMP2   | Penske Racing             | Timo Bernhard Romain Dumas                       | Porsche RS Spyder       |
| 3   | 14. April    | 100-Minuten-Rennen von Long Beach Long Beach Grand Prix Circuit  | GT1    | Corvette Racing           | Olivier Beretta Oliver Gavin                     | Chevrolet Corvette C6.R |
| 3   | 14. April    | 100-Minuten-Rennen von Long Beach Long Beach Grand Prix Circuit  | GT2    | Risi Competizione         | Jaime Melo Mika Salo                             | Ferrari F430 GT         |
|     |              |                                                                  |        |                           |                                                  |                         |
| 4   | 21. April    | 2:45-Stunden-Rennen von Houston JAGFlo Speedway                  | LMP1   | Audi Sport North America  | Allan McNish Rinaldo Capello                     | Audi R10 TDI            |
| 4   | 21. April    | 2:45-Stunden-Rennen von Houston JAGFlo Speedway                  | LMP2   | Penske Racing             | Timo Bernhard Romain Dumas                       | Porsche RS Spyder       |
| 4   | 21. April    | 2:45-Stunden-Rennen von Houston JAGFlo Speedway                  | GT1    | Corvette Racing           | Johnny O’Connell Jan Magnussen                   | Chevrolet Corvette C6.R |
| 4   | 21. April    | 2:45-Stunden-Rennen von Houston JAGFlo Speedway                  | GT2    | Risi Competizione         | Jaime Melo Mika Salo                             | Ferrari F430GT          |
|     |              |                                                                  |        |                           |                                                  |                         |
| 5   | 19. Mai      | 2:45-Stunden-Rennen von Salt Lake City Miller Motorsports Park   | LMP1   | Audi Sport North America  | Allan McNish Rinaldo Capello                     | Audi R10 TDI            |
| 5   | 19. Mai      | 2:45-Stunden-Rennen von Salt Lake City Miller Motorsports Park   | LMP2   | Penske Racing             | Sascha Maassen Ryan Briscoe                      | Porsche RS Spyder       |
| 5   | 19. Mai      | 2:45-Stunden-Rennen von Salt Lake City Miller Motorsports Park   | GT1    | Corvette Racing           | Olivier Beretta Oliver Gavin                     | Chevrolet Corvette C6.R |
| 5   | 19. Mai      | 2:45-Stunden-Rennen von Salt Lake City Miller Motorsports Park   | GT2    | Petersen White Lightning  | Tomáš Enge Darren Turner                         | Ferrari F430GT          |
|     |              |                                                                  |        |                           |                                                  |                         |
| 6   | 7. Juli      | 2:45-Stunden-Rennen von Lime Rock Lime Rock Park                 | LMP1   | Audi Sport North America  | Allan McNish Rinaldo Capello                     | Audi R10 TDI            |
| 6   | 7. Juli      | 2:45-Stunden-Rennen von Lime Rock Lime Rock Park                 | LMP2   | Penske Racing             | Sascha Maassen Ryan Briscoe                      | Porsche RS Spyder       |
| 6   | 7. Juli      | 2:45-Stunden-Rennen von Lime Rock Lime Rock Park                 | GT1    | Corvette Racing           | Olivier Beretta Oliver Gavin                     | Chevrolet Corvette C6.R |
| 6   | 7. Juli      | 2:45-Stunden-Rennen von Lime Rock Lime Rock Park                 | GT2    | Flying Lizard Motorsports | Jörg Bergmeister Johannes van Overbeek           | Porsche 997 GT3 RSR     |
|     |              |                                                                  |        |                           |                                                  |                         |
| 7   | 21. Juli     | 2:45-Stunden-Rennen von Mid-Ohio Mid-Ohio Sports Car Course      | LMP1   | Audi Sport North America  | Emanuele Pirro Marco Werner                      | Audi R10 TDI            |
| 7   | 21. Juli     | 2:45-Stunden-Rennen von Mid-Ohio Mid-Ohio Sports Car Course      | LMP2   | Penske Racing             | Timo Bernhard Romain Dumas                       | Porsche RS Spyder       |
| 7   | 21. Juli     | 2:45-Stunden-Rennen von Mid-Ohio Mid-Ohio Sports Car Course      | GT1    | Corvette Racing           | Olivier Beretta Oliver Gavin                     | Chevrolet Corvette C6.R |
| 7   | 21. Juli     | 2:45-Stunden-Rennen von Mid-Ohio Mid-Ohio Sports Car Course      | GT2    | Flying Lizard Motorsports | Jörg Bergmeister Johannes van Overbeek           | Porsche 997 GT3 RSR     |
|     |              |                                                                  |        |                           |                                                  |                         |
| 8   | 11. August   | 4-Stunden-Rennen von Road America Road America                   | LMP1   | Audi Sport North America  | Allan McNish Rinaldo Capello                     | Audi R10 TDI            |
| 8   | 11. August   | 4-Stunden-Rennen von Road America Road America                   | LMP2   | Penske Racing             | Timo Bernhard Romain Dumas                       | Porsche RS Spyder       |
| 8   | 11. August   | 4-Stunden-Rennen von Road America Road America                   | GT1    | Corvette Racing           | Olivier Beretta Oliver Gavin                     | Chevrolet Corvette C6.R |
| 8   | 11. August   | 4-Stunden-Rennen von Road America Road America                   | GT2    | Risi Competizione         | Jaime Melo Mika Salo                             | Ferrari F430GT          |
|     |              |                                                                  |        |                           |                                                  |                         |
| 9   | 26. August   | 2:45-Stunden-Rennen von Mosport Mosport International Raceway    | LMP1   | Audi Sport North America  | Allan McNish Rinaldo Capello                     | Audi R10 TDI            |
| 9   | 26. August   | 2:45-Stunden-Rennen von Mosport Mosport International Raceway    | LMP2   | Penske Racing             | Timo Bernhard Romain Dumas                       | Porsche RS Spyder       |
| 9   | 26. August   | 2:45-Stunden-Rennen von Mosport Mosport International Raceway    | GT1    | Corvette Racing           | Johnny O’Connell Jan Magnussen                   | Chevrolet Corvette C6.R |
| 9   | 26. August   | 2:45-Stunden-Rennen von Mosport Mosport International Raceway    | GT2    | Risi Competizione         | Jaime Melo Mika Salo                             | Ferrari F430GT          |
|     |              |                                                                  |        |                           |                                                  |                         |
| 10  | 1. September | 2:45-Stunden-Rennen von Detroit Raceway at Belle Isle            | LMP1   | Audi Sport North America  | Emanuele Pirro Marco Werner                      | Audi R10 TDI            |
| 10  | 1. September | 2:45-Stunden-Rennen von Detroit Raceway at Belle Isle            | LMP2   | Penske Racing             | Timo Bernhard Romain Dumas                       | Porsche RS Spyder       |
| 10  | 1. September | 2:45-Stunden-Rennen von Detroit Raceway at Belle Isle            | GT1    | Corvette Racing           | Johnny O’Connell Jan Magnussen                   | Chevrolet Corvette C6.R |
| 10  | 1. September | 2:45-Stunden-Rennen von Detroit Raceway at Belle Isle            | GT2    | Risi Competizione         | Jaime Melo Mika Salo                             | Ferrari F430GT          |
|     |              |                                                                  |        |                           |                                                  |                         |
| 11  | 6. Oktober   | Petit Le Mans Road Atlanta                                       | LMP1   | Audi Sport North America  | Allan McNish Rinaldo Capello                     | Audi R10 TDI            |
| 11  | 6. Oktober   | Petit Le Mans Road Atlanta                                       | LMP2   | Penske Racing             | Timo Bernhard Romain Dumas Patrick Long          | Porsche RS Spyder       |
| 11  | 6. Oktober   | Petit Le Mans Road Atlanta                                       | GT1    | Corvette Racing           | Olivier Beretta Oliver Gavin Massimiliano Papis  | Chevrolet Corvette C6.R |
| 11  | 6. Oktober   | Petit Le Mans Road Atlanta                                       | GT2    | Flying Lizard Motorsports | Jörg Bergmeister Johannes van Overbeek Marc Lieb | Porsche 997 GT3 RSR     |
|     |              |                                                                  |        |                           |                                                  |                         |
| 12  | 20. Oktober  | 4-Stunden-Rennen von Laguna Seca Laguna Seca Raceway             | LMP1   | Audi Sport North America  | Allan McNish Rinaldo Capello                     | Audi R10 TDI            |
| 12  | 20. Oktober  | 4-Stunden-Rennen von Laguna Seca Laguna Seca Raceway             | LMP2   | Penske Racing             | Timo Bernhard Romain Dumas                       | Porsche RS Spyder       |
| 12  | 20. Oktober  | 4-Stunden-Rennen von Laguna Seca Laguna Seca Raceway             | GT1    | Corvette Racing           | Olivier Beretta Oliver Gavin                     | Chevrolet Corvette C6.R |
| 12  | 20. Oktober  | 4-Stunden-Rennen von Laguna Seca Laguna Seca Raceway             | GT2    | Risi Competizione         | Jaime Melo Mika Salo                             | Ferrari F430GT          |